# Saint-Maulvis
Saint-Maulvis är en kommun i departementet Somme i regionen Hauts-de-France i norra Frankrike. Kommunen ligger i kantonen Oisemont som tillhör arrondissementet Abbeville. År 2022 hade Saint-Maulvis 280 invånare.

## Befolkningsutveckling
Antalet invånare i kommunen Saint-Maulvis
| Referens: INSEE |